# SM-veckan 2016 (vinter)
SM-veckan vinter 2016 avgjordes i Piteå mellan 25 och 31 januari 2016 och var den sjunde vinterupplagan av SM-veckan. SM-veckan arrangerades av Riksidrottsförbundet (RF), Sveriges Television (SVT) och Piteå kommun. I och med värdskapet fick Piteå för första gången arrangera den gemensamma SM-veckan. Fyra städer fanns med i den slutgiltiga gallringen om att få arrangera SM-veckan vinter 2015 eller 2016, förutom Piteå även Örebro (som fick värdskapet 2015), Luleå och Östersund. Piteå blev den nordligaste, och minsta ort, en SM-vecka arrangerats på. För första gången hade en så kallad SM-by, där flera aktiva och ledare bodde under vistelsen, uppförts. SM-byn låg vid Pite havsbad. Flera av tävlingarna avgjordes på Lindbäcksstadion, men även Pite havsbad, Norrmalmia Sporthall och LF Arena användes som tävlingsplatser. SVT sände under veckan både i Vinterstudion och i SVT-play.
Värdstaden hade arbetat för en riktig folkfest med idrott och kultur i nära samspel. Idrott, musik, dans, teater, underhållning, seminarier, konferenser löpte hand i hand under veckan.

## Sporter
- Alpinrodel
- Curling
- Cykeltrial
- Danssport
- Draghundsport
- Jujutsu
- Längdskidåkning
- Rallycross (sprint)
- Rallysprint
- Skicross
- Skidorientering
- Stadioncross (snöskoter)
- Styrkelyft
- Taekwondo
- X-trial